# جولی هاوارد
جولی هاوارد (به انگلیسی: Julie Howard) (زادهٔ ۲۳ اکتبر ۱۹۷۶) شناگر اهل کانادا است.